# Johann Evangelist Deischer
Johann Evangelist Deischer (* 21. März 1802 in Schwandorf; † 12. September 1839 in Regensburg) war ein deutscher Kirchenmusiker, Kapellmeister und Komponist geistlicher Musik. In den Jahren 1834 und 1838 bis 1839 wirkte Deischer als Domkapellmeister in Regensburg.

## Leben
Johann Evangelist wurde in Schwandorf, Friedrich-Ebert-Straße 15, als Sohn des Bäckermeisters Josef Michael Deischer und seiner Ehefrau Klaere geb. Weigert geboren.
Dem Besuch der Lateinschule in Schwandorf folgte das Studium der Theologie und wohl auch der Musik. Er wurde am 26. September 1826 zum Priester geweiht. Aufgrund seiner großen musikalischen Begabung wurde er Schüler des berühmten Geigers Roth in Regensburg. Er wusste die Geige nicht nur selbst mit seltener Fertigkeit und feinem Geschmack zu behandeln, sondern hatte dazu noch die besondere Gabe, befähigte Schüler in dieser Kunst mit bestem Erfolg zu unterweisen.
Nachdem er als Präfekt im Studienseminar zu Amberg gewirkt hatte, wurde er als Kapellmeister an den Dom zu Regensburg gerufen. Zeitgenossen berichten: … dass er die herabgekommene Kirchenmusik auf eine höhere, ihres Zweckes würdige Stufe zu heben verstand. Dies gelang ihm wegen seiner ausgezeichneten theoretischen und praktischen Musikkenntnisse.